# Мінерал-Ридж (Огайо)
Мінерал-Ридж (англ. Mineral Ridge) — переписна місцевість (CDP) в США, в округах Трамбалл і Магонінґ штату Огайо. Населення — 3951 особа (2020).

## Географія
Мінерал-Ридж розташований за координатами 41°8′21″ пн. ш. 80°46′1″ зх. д. / 41.13917° пн. ш. 80.76694° зх. д. (41.139077, -80.766993).  За даними Бюро перепису населення США в 2010 році переписна місцевість мала площу 8,49 км², з яких 8,45 км² — суходіл та 0,04 км² — водойми.

## Демографія
Згідно з переписом 2010 року, у переписній місцевості мешкали 3892 особи в 1479 домогосподарствах у складі 1022 родин. Густота населення становила 458 осіб/км².  Було 1577 помешкань (186/км²).
Расовий склад населення:
| - 95,3 % — білих - 2,5 % — чорних або афроамериканців - 0,1 % — корінних американців - 0,1 % — азіатів |

До двох чи більше рас належало 1,5 %. Частка іспаномовних становила 2,3 % від усіх жителів.
За віковим діапазоном населення розподілялося таким чином: 20,9 % — особи молодші 18 років, 62,6 % — особи у віці 18—64 років, 16,5 % — особи у віці 65 років та старші. Медіана віку мешканця становила 43,0 року. На 100 осіб жіночої статі у переписній місцевості припадало 95,4 чоловіків;  на 100 жінок у віці від 18 років та старших — 93,1 чоловіків також старших 18 років.
Середній дохід на одне домашнє господарство  становив 59 131 долар США (медіана — 53 138), а середній дохід на одну сім'ю — 70 232 долари (медіана — 64 112). Медіана доходів становила 46 591 долар для чоловіків та 36 481 долар для жінок. За межею бідності перебувало 15,8 % осіб, у тому числі 31,4 % дітей у віці до 18 років та 1,5 % осіб у віці 65 років та старших.
Цивільне працевлаштоване населення становило 1742 особи. Основні галузі зайнятості: освіта, охорона здоров'я та соціальна допомога — 33,0 %, виробництво — 13,1 %, роздрібна торгівля — 12,1 %.